# 马尔托 (厄尔省)
马尔托（法語：Martot，法語發音：[maʁto]）是法国厄尔省的一个市镇，位于该省北部，属于莱桑德利区。

## 地理
马尔托（49°17'42"N, 1°3'54"E）面积8.48 平方千米，位于法国诺曼底大区厄尔省，该省份为法国北部内陆省份，北起滨海塞纳省，西接奧恩省和卡爾瓦多斯省，南至厄尔-卢瓦省，东临瓦兹省、瓦兹河谷省和伊夫林省。
与马尔托接壤的市镇（或旧市镇、城区）包括：塞纳河畔克里克伯夫、拉艾马莱尔布、弗勒讷斯、圣皮埃尔-莱塞尔伯夫、泰尔德博尔。

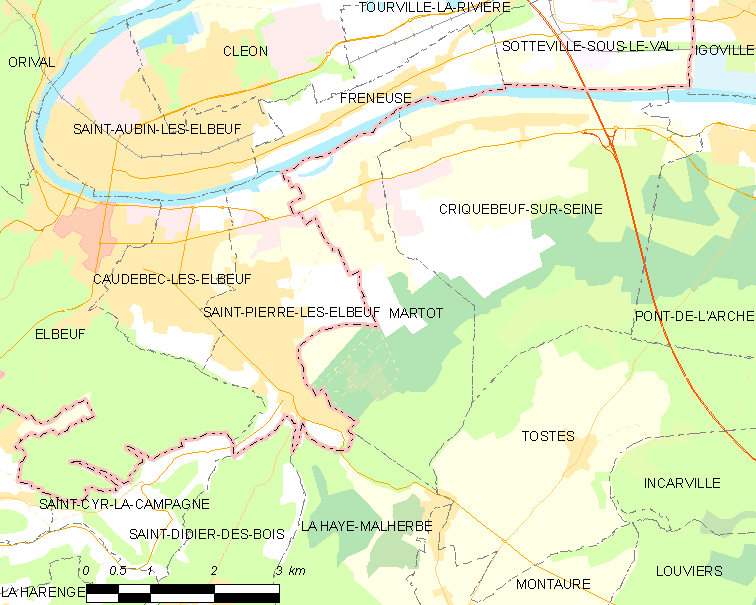
的OSM定位图

马尔托的时区为UTC+01:00、UTC+02:00（夏令时）。

## 行政
马尔托的邮政编码为27340，INSEE市镇编码为27394。

## 政治
马尔托所属的省级选区为蓬德拉尔什县。

## 人口

1962-2008年间人口变化图示

马尔托于2022年1月1日时的人口数量为458人。